# 宮城県第二工業高等学校
宮城県第二工業高等学校（みやぎけん だいにこうぎょうこうとうがっこう）は、宮城県仙台市青葉区米ヶ袋三丁目に所在する県立工業高校。
宮城県工業高等学校と同じ敷地内にある。略称は「宮城二工」、「宮二工」。

## 設置学科
- 定時制
  - 電子機械科
  - 電気科

## 沿革
- 1943年4月8日 - 宮城県第二工業学校として開校